# Gülcan Mingir
Gülcan Mingir (ur. 21 maja 1989) – turecka lekkoatletka specjalizująca się w biegach długich. 
Na stadionie startuje głównie w biegu na 3000 metrów z przeszkodami. W 2007 była dziewiąta na juniorskich mistrzostwach Europy, a w kolejnym sezonie była dwunasta podczas mistrzostw świata juniorów. Dwukrotnie startowała w mistrzostwach Europy do lat 23 – w 2009 była piąta, a dwa lata później zdobyła złoty medal. W 2013 zdobyła srebro uniwersjady w Kazaniu oraz igrzysk śródziemnomorskich w Mersin.
Kilkukrotnie brała udział w mistrzostwach Europy w biegu przełajowym jednak nie odniosła podczas tej imprezy sukcesów. 
Rekord życiowy w biegu przeszkodowym: 9:13,53 (9 czerwca 2012, Sofia), jest to rekord Turcji.

## Osiągnięcia
| Rok  | Impreza                        | Miejsce   | Lokata      | Wynik    |
| ---- | ------------------------------ | --------- | ----------- | -------- |
| 2007 | Mistrzostwa Europy juniorów    | Hengelo   | 9. miejsce  | 10:35,48 |
| 2008 | Mistrzostwa świata juniorów    | Bydgoszcz | 12. miejsce | 10:29,77 |
| 2009 | Młodzieżowe mistrzostwa Europy | Kowno     | 5. miejsce  | 10:12,53 |
| 2011 | Młodzieżowe mistrzostwa Europy | Ostrawa   | 1. miejsce  | 9:47,83  |
| 2011 | Uniwersjada                    | Shenzhen  | 10. miejsce | 10:07,71 |
| 2011 | Mistrzostwa świata             | Taegu     | eliminacje  | 10:04,83 |
| 2012 | Mistrzostwa Europy             | Helsinki  | 1. miejsce  | 9:32,96  |
| 2012 | Igrzyska olimpijskie           | Londyn    | eliminacje  | 9:47,35  |
| 2013 | Igrzyska śródziemnomorskie     | Mersin    | 3. miejsce  | 9:46,08  |
| 2013 | Uniwersjada                    | Kazań     | 2. miejsce  | 9:45,88  |